# هنری هاتاوی
هنری هاتاوی (انگلیسی: Henry Hathaway؛ ۱۳ مارس ۱۸۹۸ – ۱۱ فوریهٔ ۱۹۸۵) کارگردان و تهیه‌کننده اهل ایالات متحده آمریکا بود.

## بخشی از فیلم‌شناسی
- باغ شیطان
- ۲۳ قدم تا خیابان بیکر
- بریگم یانگ
- پسران کتی الدر
- چگونه غرب تسخیر شد
- زندگی بنگال لانسر
- شجاعت واقعی
- نیاگارا
- دنیای تبهکاران
- دنیای سیرک